# 华夏银行
华夏银行，全称为华夏银行股份有限公司，是中华人民共和国的一家全国性股份制商业银行。截至2016年末，华夏银行总资产规模2.356万亿元，营业收入640.25亿元。共设立40家一级分行、53家二级分行、886家营业机构，员工人数超过3.9万人。其標誌取自紅山文化玉龍。

## 历史
1992年10月14日，首钢总公司独资组建成立华夏银行，注册资本10亿元。18日，中国第一家由工业企业全资创办的商业银行——华夏银行在首钢总公司的门前挂牌成立，并正式开始试营业，初期开设厂东门、模式口、老山三家储蓄场所。
1993年4月1日，华夏银行总部迁至北京市宣武区南新华街甲18号。
1995年，由于首钢自身经营危机的关系，华夏银行实行了股份制改造从而引入外部资金，成为一家全国性股份制商业银行，注册资本增至25亿元。
2003年8月26日，华夏银行公开发行A股股票，2003年9月12日在上海证券交易所挂牌上市交易，成为全国第五家上市银行。总行设在北京。注册资本金49.9亿元人民币。
2015年12月29日中國人民財產保險斥資不多於257億人民幣現金，分別向德意志銀行、薩爾．奧彭海姆及德銀盧森堡購買8.77億、2.67億及9.22億股，合共購買21.36億股華夏銀行股份，約佔華夏銀行全部已發行股份的19.99%。
华夏银行计划迁入北京城市副中心。《2021年北京城市副中心重大工程行动计划项目表》中的新开项目列有华夏银行总部项目，地上建设规模约12万平方米，建设内容为办公用房，为华夏银行总部搬迁办公场所。

## 主要股東
- 首鋼總公司20.28％
- 中國人民財產保險：19.9％
- 國網英大國際控股集團有限公司：18.24％
- 紅塔煙草（集團）有限責任公司：4.37％
- 中国证券金融股份有限公司： 2.53%
- 潤華集團股份有限公司：2.13％

## 丑闻

### 员工私售理财产品
2012年11月26日，客户从华夏银行上海嘉定支行购买的利息高达12%的“中鼎财富投资中心(有限合伙)入伙计划”首期产品到期，客户发现本息均无法兑付。"中鼎入伙计划"募集人是成立于2011年、注册资金5600万元的北京通商国银资产管理公司。该公司实际控制人为魏辰阳(1976年2月出生)和妻子刘晰，公司法人魏小琛是魏辰阳的妹妹。按照协议，中鼎财富系列四期产品投资的项目分别为河南省商丘市永恒生典当有限责任公司股权投资计划、河南郑州新盛博汽车销售服务有限公司（马自达4S店）股权投资计划、河南省奥鑫汽车销售有限公司（奥迪4S店）股权投资计划，以及云鼎文化娱乐俱乐部投资计划。四期入伙项目总共募集了1.19亿元（另有媒体报道为1.4亿元）。事实上，整个融资计划是魏辰阳设计的圈钱骗局。这四个项目并非理财产品，也不是信托计划，而是有限合伙制假创投的入伙协议。而该协议中写明的投资项目，不是魏辰阳自己的马甲公司，就是私刻了其他公司的公章。投资者上当入伙后，魏辰阳就将钱全部转走。2011年10月，魏辰阳旗下通商担保曾出现数亿“理财”窟窿，无法向投资者兑付本息。2012年4月，魏辰阳又因操纵关联账户、超比例持股未披露而遭到中国证监会的行政处罚。2012年9月，魏辰阳因河南新通商担保案涉嫌非法集资4.3亿元被捕，理财计划管理人通商国银也已经解散，人去楼空。担保方中发投资担保公司以魏辰阳提供虚假材料为由不愿意承担责任。
12月3日，几十位投资者在华夏银行上海嘉定支行内聚集，要求银行还钱。受此影响，华夏银行股价当天大跌4.15%。华夏银行称，“中鼎入伙计划”是客户经理濮婷婷（已于11月25日被华夏银行火线开除）私自代销的个人行为，投资人应该风险自担；但据投资者、濮婷婷的家人所言，银行并非不知情。据濮婷婷丈夫透露，华夏银行嘉定支行行长蒋黎及其妹妹蒋霞也认购了该中鼎系列产品。有投资者认为华夏银行只是想找个“替罪羊”推脱责任：“是银行的客户经理在银行内卖给我们的，购买过程中至少有两三名员工协助，在银行柜台完成的交易，一条龙服务，当时还说有第三方担保。怎么一出事就说是个人行为，把人立刻开除呢？”2012年11月30日，濮婷婷被公安机关拘留。此前，濮婷婷在家人陪同下赴上海银监局提交了举报材料，主要涉及事件经过和她本人在事发后的一些遭遇。
2013年1月9日，华夏银行联同各有关企业召集了说明会，明确表示由中发担保履行责任，全额收购客户购买的“中鼎系列”产品。1月12日、13日两天，在华夏银行上海嘉定支行附近酒店，中发担保聘请的律师同客户分批签订了转让协议，客户经过身份及相关购买凭证确认后，拿回了本金(包括尚未到期的第四期产品)。